# Transkriptionsfaktor IIF
Transkriptionsfaktor IIF (TFIIF) ist ein Proteinkomplex im Zellkern von Wirbeltieren, der unentbehrlich für die Initiation der Transkription aller Gene ist. Insbesondere bindet TFIIF an die RNA-Polymerase II und stabilisiert den TFIID-TFIIA-TFIIB-Komplex und trägt so zur genauen Positionierung des Präinitiationskomplexes am Genanfang bei. Weitere Funktionen von TFIIF während der Elongationsphase sind inzwischen bekannt.
TFIIF besteht aus zwei Untereinheiten (RAP74, RAP30) mit 517 und 249 Aminosäuren. Die zweite Untereinheit besitzt Helikase-Aktivität (EC 3.6.1.-). RAP74 bindet an FCP1, die für das Recycling der Polymerase notwendig ist. RAP74 interagiert außerdem mit TAF6 und RAP30 mit HTATSF1 sowie mit GPBP1.